# Paul Beatty
Paul Beatty (Los Angeles, 9 giugno 1962) è uno scrittore statunitense.
Nel 2016 ha vinto il National Book Critics Circle Award e il Man Booker Prize per il suo romanzo Lo schiavista (The Sellout): per la prima volta nella storia uno scrittore statunitense è stato premiato col Man Booker Prize.

## Infanzia e istruzione
Nato a Los Angeles nel 1962, Paul Beatty ha ottenuto un Master of Fine Arts in scrittura creativa presso il Brooklyn College e un Master of Arts in psicologia presso l'Università di Boston. Nel 1980 si è diplomato presso la El Camino Real High School a Woodland Hills, California.

## Attività da scrittore
Nel 1990 Beatty è stato incoronato primo campione di Poetry Slam del Nuyorican Poets Cafè. Uno dei premi per essersi aggiudicato questa competizione è stato il contratto per un libro, che lo ha portato a pubblicare il suo primo libro di poesie, Big Bank Take Little Bank (1991). A seguire, nel 1994, ha pubblicato un altro libro di poesie, Joker, Joker, Deuce, ed ha fatto diverse apparizioni in televisione su MTV e PBS, mentre recita le sue poesie. Nel 1993 gli è stato assegnato un premio dalla Fuondation of Contemporary Arts.
Il suo primo romanzo, Il Blues del ragazzo bianco (1996), ha ricevuto recensioni positive da Richard Bernstein del New York Times, che lo ha definito "un'esplosione di satira che proviene direttamente dal cuore della vita dei neri americani". Il suo secondo romanzo, Tuff e la sua banda (2000), ha ricevuto commenti positivi dal Time. Nel 2006, Beatty ha curato un'antologia di umorismo afroamericano chiamata Hokum e ha scritto un articolo sul New York Times sullo stesso argomento. Nel 2008 esce il suo terzo romanzo, Slumberland, che parla di un DJ americano a Berlino.
Nel suo romanzo del 2015 Lo Schiavista, Beatty racconta di un contadino urbano che cerca di guidare una rivitalizzazione della schiavitù e della segregazione in un quartiere fittizio di Los Angeles. Elisabeth Donnelly del Guardian lo descrive come "un'opera magistrale che stabilisce Beatty come lo scrittore più divertente d'America", mentre Reni Eddo-Lodge lo ha definito un "turbinio di satira" e ha continuato dicendo: "Tutto ciò che riguarda la trama de Lo schiavista è contraddittorio. Gli espedienti sono abbastanza reali da essere credibili, ma abbastanza surreali da far alzare le sopracciglia". Per completare il libro Paul Beatty ha impiegato più di cinque anni.
Nel 2015 Lo Schiavista ha vinto il National Book Critics Circle Award e il Man Booker Prize. Beatty è diventato il primo scrittore statunitense a vincere il Man Booker Prize, per il quale tutti i romanzi in lingua inglese sono diventati eleggibili nel 2014.

## Opere

### Poesia
- Big Bank Take Little Bank, 1991
- Joker, Joker, Deuce, 1994

### Romanzi
- 1996: Il blues del ragazzo bianco (The White Boy Shuffle) - ed. italiana: Baldini & Castoldi, 1997
- 2000: Tuff e la sua banda (Tuff)  - Mondadori, 2000; Fazi 2020
- 2008: Slumberland - Fazi, 2010
- 2015: Lo schiavista (The Sellout)  - Fazi, 2016, vincitore del Booker Prize